# NGC 6281
NGC 6281 (również OCL 1003 lub ESO 332-SC19) – gromada otwarta o prostokątnym kształcie, składająca się z ponad 50 gwiazd ósmej wielkości i słabszych, znajdująca się w gwiazdozbiorze Skorpiona. Została odkryta 5 czerwca 1826 roku przez Jamesa Dunlopa. Jest położona w odległości około 1,6 tys. lat świetlnych od Słońca.
Widać ją w małym teleskopie.